# Lars-Rune Larsson
Lars Rune Larsson, född 12 januari 1955 i Storvik i Gävleborgs län, död där 27 december 2023, var en svensk tecknare och skulptör.
Larsson studerade på Konstfackskolan i Stockholm. Hans konst består av skulpturer utförda i ett flertal delar som sammanfogas till en arkitektonisk helhet i rummet där de exponeras samt teckningar med landskapsstudier i blyerts som ofta uppvisar en symbolisk underton. Vid sidan av sitt eget skapande var han verksam som lärare i skulptur vid Bollnäs folkhögskola. Larsson är representerad vid Länsmuseet Gävleborg och Statens konstråd. 